# 산남도 (고려)
산남도(山南道)는 고려 시대에 존재했던 한국의 옛 행정 구역 가운데 하나이다. 지금의 경상남도 서부에 있었다.